# (1910) Mikhailov
(1910) Mikhailov (1972 TZ1) – planetoida z pasa głównego asteroid okrążająca Słońce w ciągu 5,32 lat w średniej odległości 3,05 j.a. Odkryta 8 października 1972 roku.